# نهير أمين
نهير أمين (12 مارس 1956م -)، ممثلة مصرية، واشتهرت بالطابع الكوميدي بأعمالها الفنية.

## أعمالها

### من الأفلام
عسكر في المعسكر
- فيرس
- سمير أبو النيل.
- صرخة نملة.
- تلك الأيام.
- بوبوس.
- عصابة الدكتور عمر.
- السفارة في العمارة.
- جاى في السريع.
- سكوت ح نصور.
- غرام وانتقام بالساطور.
- قلب الليل.
- المغتصبون.
- راجل بسبع أرواح.
- ترويض الرجل.
- حبيبي دائما.
- بص شوف سكر بتعمل ايه.
- مدينة الصمت.